# Whitefish Island
Whitefish Island är en ö i Kanada.   Den ligger i provinsen Ontario, i den sydöstra delen av landet, 700 km väster om huvudstaden Ottawa.
I omgivningarna runt Whitefish Island växer i huvudsak blandskog. Runt Whitefish Island är det glesbefolkat, med 9 invånare per kvadratkilometer.